# Jiří Hanke
Jiří Hanke (* 12. Dezember 1924 in Dolní Bučice; † 11. Dezember 2006 in Lausanne), auch bekannt als Jorge Hanke oder Georg Hanke, war ein tschechoslowakischer Fußballspieler und späterer Fußballmanager, der fünf Länderspiele bestritt.

## Karriere
Im Sommer 1950 wechselte er zum FC St. Pauli, wo er einige Freundschaftsspiele bestritt, der Verein ihn jedoch mangels Freigabe nicht für Ligaspiele einsetzen durfte. Hanke spielte in der Saison 1951 für Samarios in Kolumbien und später in Frankreich beim RC Lens. In Spanien war er von 1952 bis 1957 u. a. für den FC Barcelona, CD Condal und den FC Barcelona Atlètic tätig, bevor er in der Schweiz für den FC Biel-Bienne auflief.
Er trainierte den FC Biel, Red Star, Xerxes Rotterdam und Vevey Sports.